# 南方神社 (薩摩川内市)
南方神社（みなみかたじんじゃ）は鹿児島県薩摩川内市高江町にある神社。諏訪大社の系列を組む。

## 祭神
健御名方命、八坂刀売命、志那津毘古命（しなつびこのみこと）、志那津毘売命（しなつびめのみこと）、大山祇命(おおやまづみのみこと)、大地主命(おおとこぬしのみこと)、素戔嗚尊(すさのおのみこと)、大国主命(おおくにぬしのみこと)]を祀る。

## 由緒
古来高江村（現高江町）の総鎮守であったというが不詳。明治6年（1873年）郷社に列した。

## 歴史
創建された時期は不明であるが、慶長年間のものとみられる棟札が保存されている。1911年（明治44年）に志奈尾神社、熊野神社、鎮守神社、内瀬神社、宝満神社を合祀し南方神社と改称したとされている。

## 祭祀
- 太郎太郎踊り（たろたろおどり）　毎年3月7日

「田打」ともいわれ、踊りと言うより寸劇に近い形式。お爺さん（おんじょ）、お父さん（てちょ）、太郎の3人が登場し、田おこしから田植えの動作をユーモラスに演じる。1962年（昭和37年）に鹿児島県指定無形民俗文化財に指定された。